# Stadionul Emil Alexandrescu
Stadionul Emil Alexandrescu este un stadion polivalent din cartierul Copou, Iași, România. În prezent, este folosit în principal pentru meciuri de fotbal, fiind terenul echipei Politehnica Iași. Inițial, avea o capacitate de 12.500 de locuri, însă după montarea scaunelor de plastic, această cifră a scăzut la 11.310. Stadionul a fost numit după fostul jucător al Politehnicii și primar al Iașului, Emil Alexandrescu, care a decedat în 1992.

## Istoric
Actualul stadion se află pe același loc unde se găsea arena pe care se disputau meciurile de fotbal ale echipelor ieșene din perioda interbelică, „Textila M.V.”, „Victoria C.F.R.” și „Ateneu Tătărași”, toate trei la nivelul Diviziei B. După anul 1947 pe această arenă își disputau meciurile de campionat, în divizia B, echipele ieșene „Locomotiva” și „C.S.U” (ulterior „Știința”). 
Tot pe acest stadion se disputau și meciurile de handbal ale echipei „Știința Iași”, în prima categorie a țării, precum și cele de rugby ale divizionarei „A" „CSMS Iași”. 
Mai târziu, prin fuziunea celor două echipe de fotbal, „Locomotiva” și „Știința”, s-au format, din anul 1958, echipele „Unirea” și „C.S.M.S”.

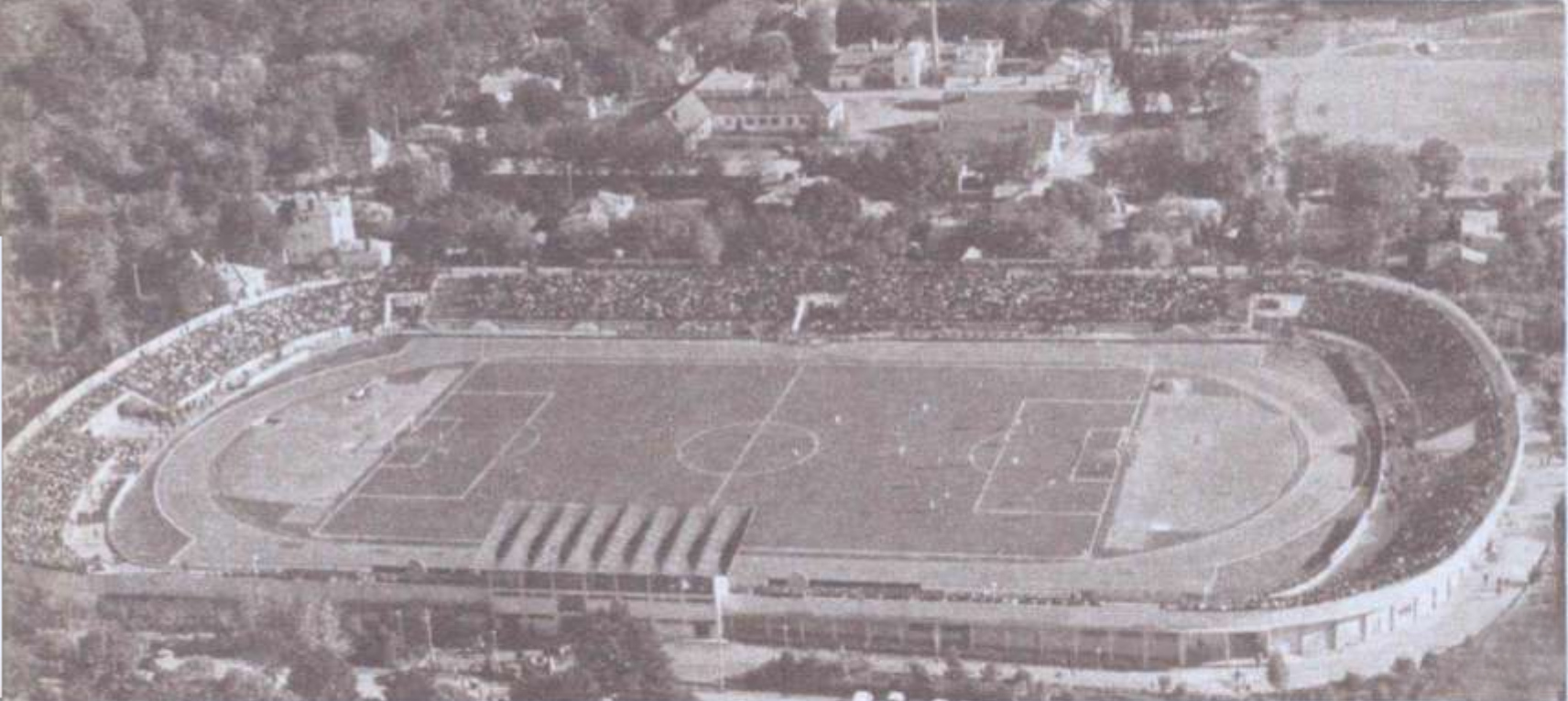
Stadionul „23 August” (1967)

După „1950” stadionul capătă denumirea „23 august”. În anul 1959 organele locale ieșene iau hotărârea renovării vechii arene, lucrare ce se va termina în anul 1960. Noua arenă, foarte cochetă și modernă la acea vreme, cu o capacitate de aproximativ 15.000 de locuri, a fost inaugurată la data de 23 august 1960, eveniment marcat de disputarea unei partide amicale între echipa ieșeană „CSMS”, proaspăt promovată în prima divizie a țării, și echipa „Nistru Chișinău” (RSS Moldovenească), adversar devenit tradițional la acele vremuri în întâlniri amicale ale echipelor ieșene „CSMS” și „Unirea”. În echipa ieșeană, la acel meci, a jucat și Gheorghe Constantin, celebru jucător român în anii '50-'60.
Pe lângă meciurile de fotbal, pe arenă se mai disputau și meciuri de rugby, baschet, concursuri de atletism, ciclism, motociclism, călărie, demonstrații de gimnastică și arte marțiale, concerte de muzică ușoară și populară și diverse alte manifestații ocazionate de evenimente cu caracter patriotic. Capacitatea maximă atinsă la unele evenimente a fost de până la 15.000 de spectatori.
În 1992, stadionul a căpătat numele de „Emil Alexandrescu”, în memoria unui apreciat primar al municipiului Iași, fost jucător de fotbal al echipelor „Locomotiva” și „CSMS”.
După 2004, incinta stadionului a suferit o serie de alte modificări, îmbunătățiri, modernizări, numărul locurilor pe scaune cifrându-se la 11.481.
În 2010 s-a montat instalația de încălzire a terenului.
În 2016 s-au schimbat scaunele (fiind prevăzute cu spătar).

###### Legături mijloace de transport
Auto: 36, 42, 52.
Tram: 1, 8, 9, 13.